# 14,5-mm-Maschinengewehr KPWT
Das 14,5-mm-Maschinengewehr KPWT (russisch крупнокалиберный пулемёт Владимирова танковый, krupnokaliberny pulemjot Wladimirowa tankowy, sinngemäß übersetzt großkalibriges Maschinengewehr von Wladimirow, Ausführung Panzerwaffe) ist ein überschweres sowjetisches Maschinengewehr, das als Bordwaffe von Kampf- und Schützenpanzern eingesetzt wird.

## Entwicklung
Das KPWT ist eine Variante des überschweren Infanterie-Maschinengewehrs KPW, das 1943 entwickelt und ab 1949 in Serie hergestellt wurde. Während es als Infanterieunterstützungswaffe PKP nicht überzeugen konnte, war die Ausführung für den Einsatz in Gefechtsfahrzeugen erfolgreicher.
Ebenfalls entwickelt wurde die Marineversion auf der Lafette MTPU.

## Konstruktion
Die Waffe ist ein zuschießender Rückstoßlader mit Drehkopfverschluss, starrer Verriegelung und kurzem Rohrrücklauf. Charakteristische Merkmale der Waffe sind der gelochte Laufmantel sowie der trichterförmige Rückstoßverstärker an der Mündung, der das Zurückgleiten des Laufes und den Ladezyklus unterstützt. Die 14,5-mm-Munition wird mit Metalldauergurten zugeführt, der Gurt kann – nach Umbau des Gurtzuführers – von links oder rechts eingelegt werden. Der Lauf ist auswechselbar. Im Gegensatz zum KPW bzw. PKP wird eine elektrische Abfeuerung benutzt. Außerdem bekam die Waffe einen Schusszähler und einen nach vorn gerichteten Hülsenauswerfer. Damit wurde ein Einbau in Gefechtsfahrzeuge und eine abgesetzte Bedienung möglich.

## Einsatz

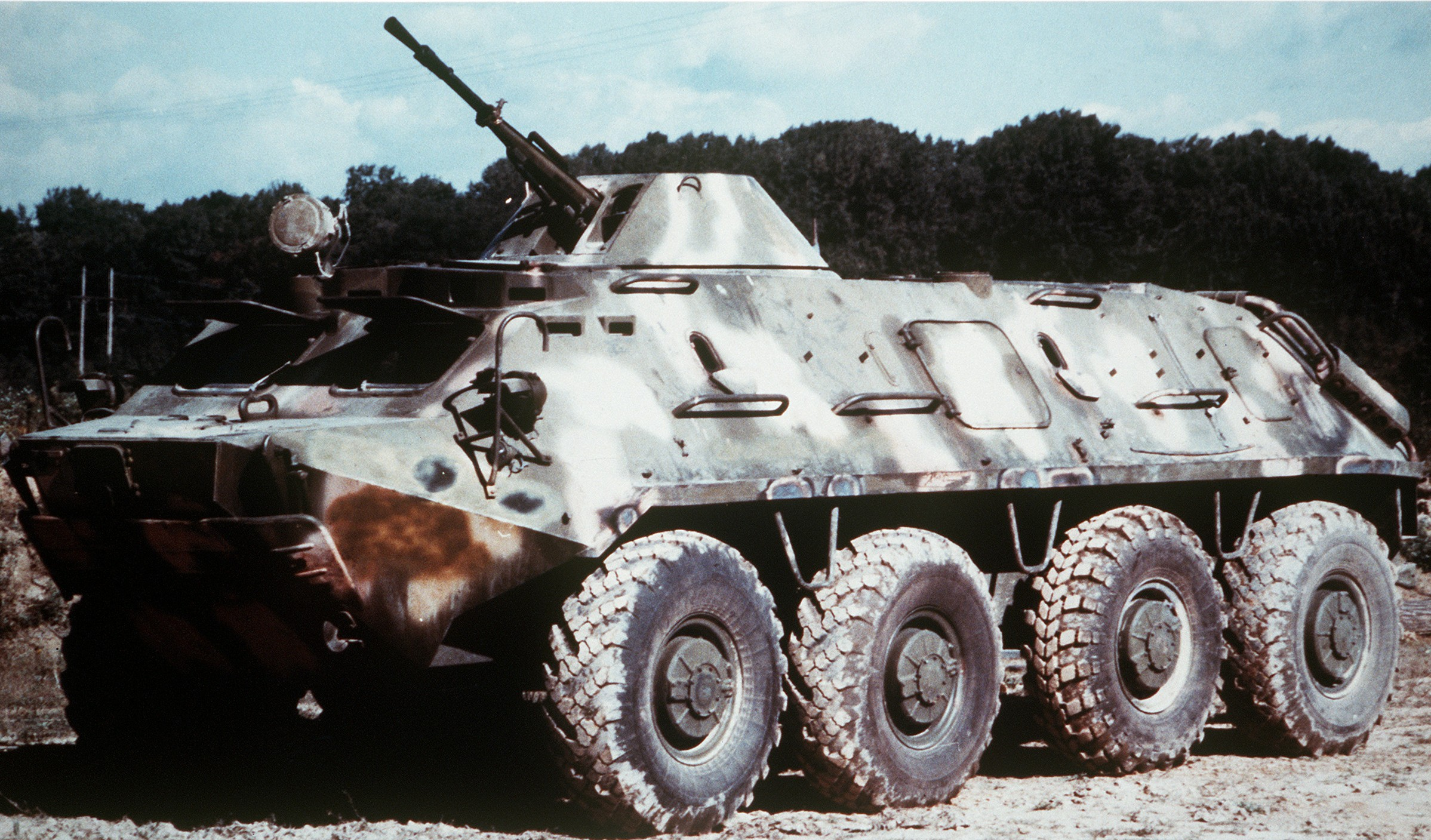
KPWT im Turm eines BTR-60

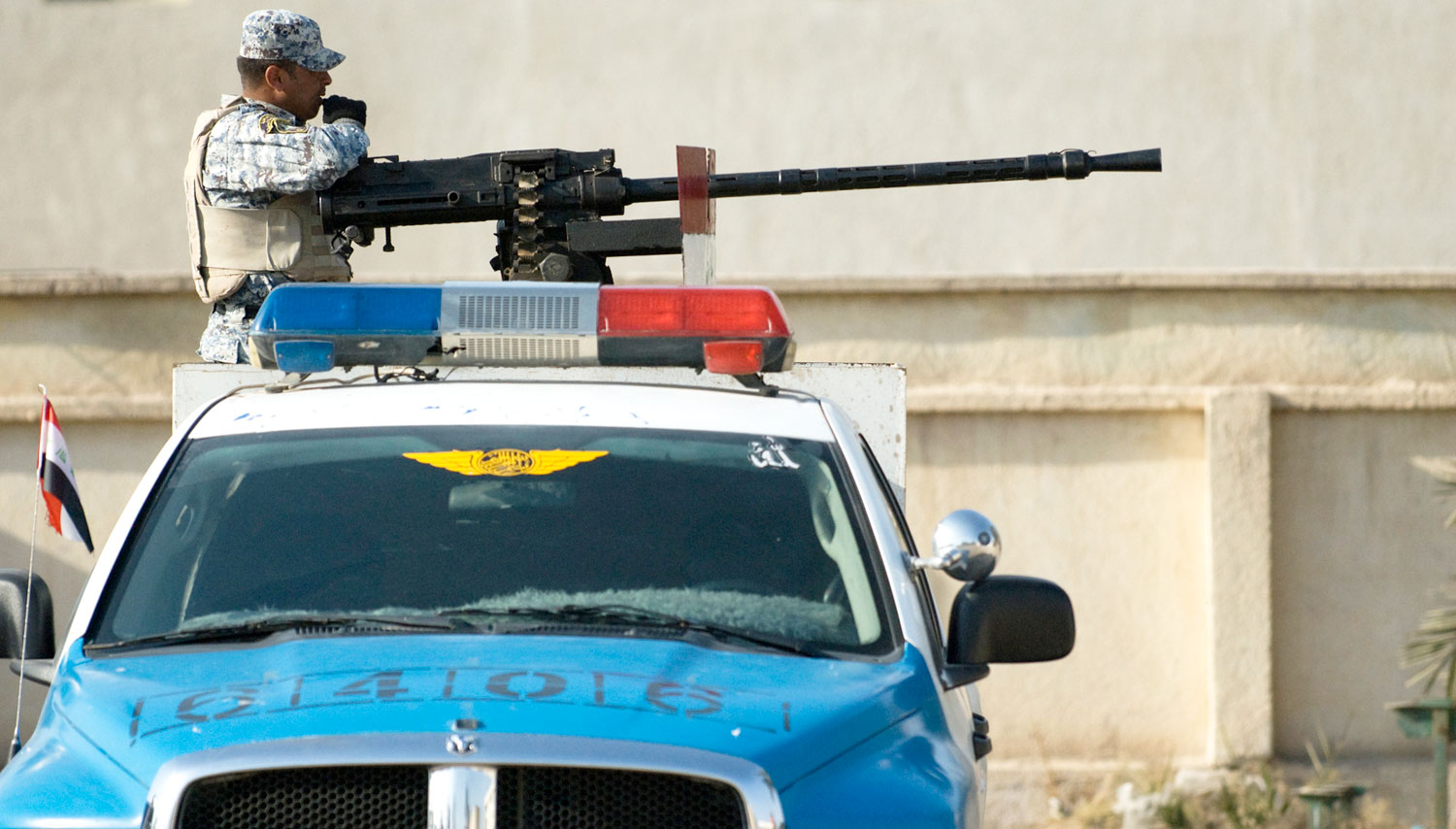
KPWT auf einem Technical der irakischen Polizei

Zunächst kam das KPWT als Sekundärbewaffnung schwerer sowjetischer Nachkriegspanzer, so im T-10, zum Einsatz. Mit ihr können leichtgepanzerte Ziele auf Entfernungen von 800 m bis 1500 m und ungepanzerte bis auf eine Entfernung von 2000 m bekämpft werden. Die ursprünglich für die Panzerbüchsen PTRD und PTRS entwickelte 14,5-mm-Munition kann auf 500 m Entfernung 32 mm Panzerung durchschlagen. Seit 1965 wird das KPWT als Hauptbewaffnung sowjetischer Aufklärungs- und Schützenpanzer sowie von Mannschaftstransportwagen eingesetzt. Es wird dabei meist in einem kleinen Turm installiert. Bekannte Beispiele sind der BRDM-2, der BTR-60, der BTR-70 und der BTR-80. Die Waffe wurde zusammen mit den entsprechenden Fahrzeugen exportiert und ist daher heute in vielen Ländern der Welt verbreitet.

Insgesamt erwies sich die Waffe als erfolgreich. Ihre ballistische Leistungsfähigkeit wurde zu einem Prüfstein bei der Entwicklung von NATO-Gefechtsfahrzeugen. In der NATO-Norm 4569 wurde für das Schutzniveau 4 für die kinetische Energie der Schutz gegen die 14,5×114-mm-B32-Patrone auf 200 Meter bei einer Geschwindigkeit von 911 m/s als zu erfüllende Bedingung festgelegt.